# Gammarus inaequicauda
Gammarus inaequicauda is een vlokreeftensoort uit de familie van de Gammaridae. De wetenschappelijke naam van de soort is voor het eerst geldig gepubliceerd in 1966 door Stock.